# Георгіївська церква (Володимир)
Георгіївська церква — культова споруда та пам'ятка місцевого значення у м. Володимир (Волинська область, Україна).

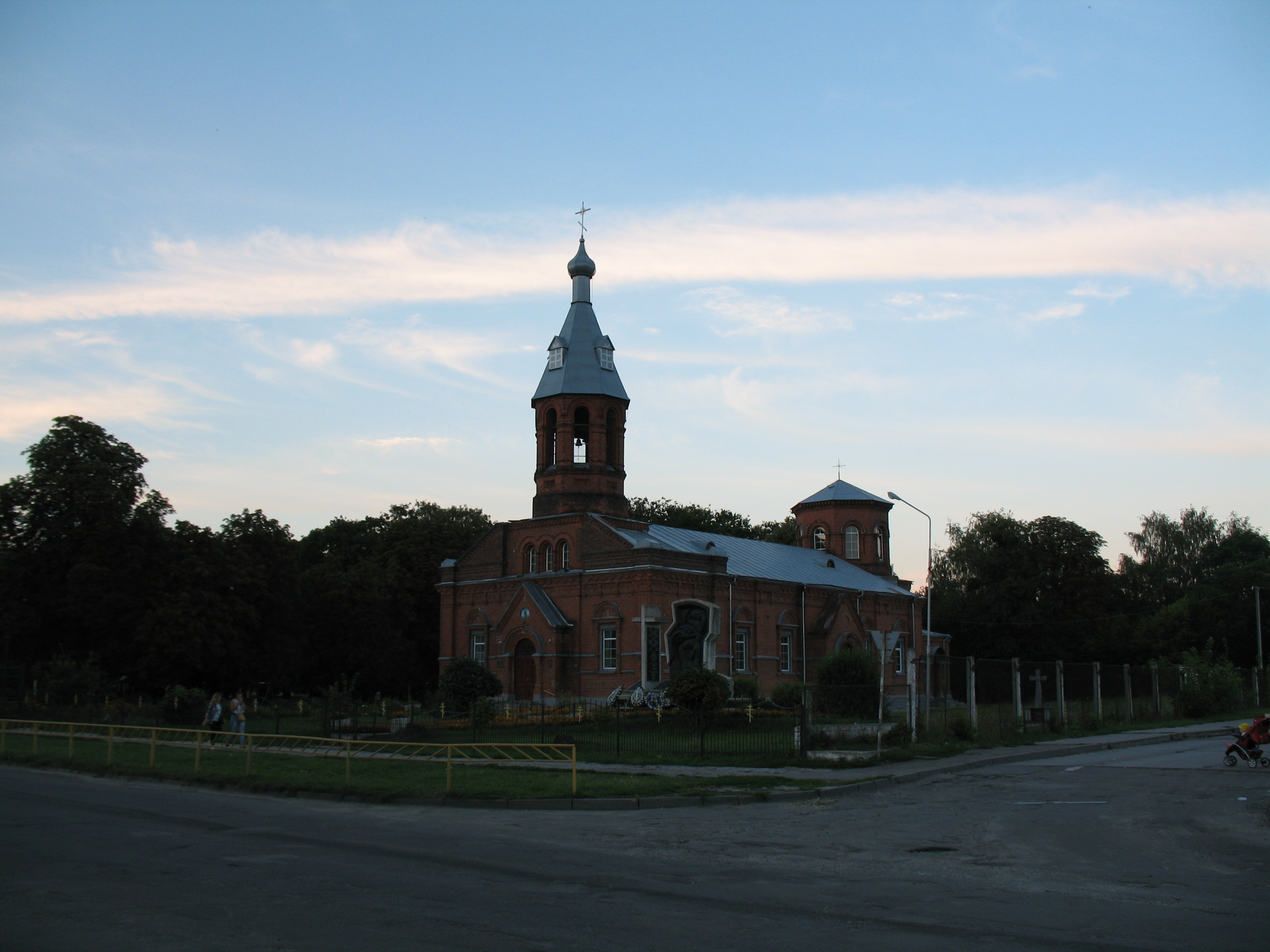

## Історія

### Будівництво церкви для 149-ого піхотного Чорноморського полку
Наприкінці ХІХ ст. до Варшавського військового округу з Кавказу перевели 149-ий піхотний Чорноморський полк. Місцем дислокації визначено Володимир-Волинський. Військове містечко для полку (так звані Брусиловські казарми) збудували на північній околиці міста в двох верстах по Ковельському тракту.

За рішенням головного штабу військового міністерства Російської імперії в розташуванні кожної частини повинен був знаходиться храм. Тому на території 149-ого Чорноморського піхотного було розпочато будівництво Георгіївської церкви.
Освячено храм у 1908 р.

### Церква Володимирської ікони Божої Матері 68 лейб-піхотного Бородинського полку
З серпня 1910 р. будівлю зайняла церква Володимирської ікони Божої Матері 68 лейб-піхотного Бородинського полку.

### Будинок офіцерів
В радянський час у будівлі розташовувався Будинок офіцерів.

### Храм ПЦУ
Зі здобуттям Україною незалежності Свято-Георгіївська (Юр'ївська) церква була наново освячена.

Належала до УПЦ КП.

## Автографи
На стінах церкви є автографи солдатів різних часів, які проходили службу у Володимирі-Волинському. Найстаріший автограф датований 1913 роком. Є тут автографи і грузинською мовою, і тюркською, і латиною, на івриті та загадкові ієрогліфи народів Сибіру.

## Опис
Храм збудований за типовим проектом храмових споруд архітектора Федора Михайловича Вержбицького (1846—1916).

Червоноцегляний однонавовий однобанний храм являє собою прямокутний периметр (37 м х 17м) з одноярусною високою дзвіницею над бабинцем, п'ятигранною апсидою та двома прибудовами ризниць з боків останньої в псевдоросійському архітектурному стилі.

Основні декоративні елементи оформлення, виконані методом фігурної цегляної кладки: портали центрального і бічних входів з орнаментованими архівольтами на напівкруглих колонах з перехопленнями, яким вторить більш скромні (профільовані архівольти) віконні прорізи, кутові пілястри, фриз оздоблений ширинками, зубчастий карниз, світловий барабан з арковими вікнами під шатрової дахом, кронштейни з важками, круглий кіот над входом, прямокутні ніші, скрашують загальний суворий лик нетинькованих храмових стін.